# Viazzi
I Viazzi sono un'antica famiglia di origine monferrina, indicata con l'appellativo di nobile in diversi documenti d'epoca, e nucleo significativamente espressivo della borghesia intellettuale.

## Storia
Già a metà del XVI secolo si presentava ben radicata in Spigno Monferrato, nella zona di Villa Rocchetta. Partecipò alla vita sociale di Spigno figurando per più generazioni nel suo Consiglio comunale (1665-1719). 
Della famiglia Viazzi si conosce lo Stemma, registrato nello stemmario del XVII secolo ST 388 Antica Raccolta Bonacina: 
(Motto: Ad verum)

## Giovanni Battista Viazzi, priore laico
Figura eminente fu Giovanni Battista (1664-1743) priore laico della Confraternita del Corpo di Nostro Signore Gesù Cristo e del Santo Rosario (dal 1699 al 1710), Consigliere della Comunità di Spigno (dal 1691 al 1719) in rappresentanza della quale contesta pretesi diritti dei Marchesi Asinari del Carretto su terreni della Comunità, vantati dagli Asinari come allodiali ab immemorabili, quindi familiari esenti da diritti feudali.
Successivamente al passaggio del Marchesato a Casa Savoia (1724) la famiglia si trasferì a Pezzolo Valle Uzzone, sempre in territorio sabaudo. Ivi sono da registrare :Giuseppe (n. 1768), dragone del Savoia Cavalleria; Pietro (n. 1774), dottore chirurgo che nel 1813 praticò a Cortemilia la sistematica vaccinazione anti-vaiolosa in loco; Nicola (1806-1854), luogotenente di Cavalleria; Onorato (1812-1887) direttore del Dazio a Novi e Alessandria; Tito Giuseppe (1816-1887), maggiore di Fanteria, medaglia d'argento al valore militare per essere tra i primi a muovere all'assalto nella battaglia di San Martino (24 giugno 1859, seconda guerra di indipendenza italiana).

## Cesare Viazzi, pittore

Il pittore Cesare Viazzi

In tempi più recenti, la figura di maggior spicco della famiglia è stato il pittore Cesare Viazzi. La sua vastissima cultura che spaziava su tutta la storia dell'arte figurativa europea, unita alla perfetta tecnica pittorica affinata nelle Accademie di Roma, Firenze e Torino, gli permisero di affermarsi come studioso e come pittore. 
Fu personaggio eminente nella Genova a cavallo tra Ottocento e Novecento che si stava rinnovando urbanisticamente. Sodalizzò con l'ingegner Cesare Gamba e con gli architetti Dario Carbone e Luigi Rovelli. Insegnò alla Accademia Ligustica di Belle Arti e collaborò col governo nazionale per il rinnovamento dei piani di studio nelle Accademie. Fu consigliere comunale. Artisticamente attraversò un momento verista, quindi uno di pittura borghese, ed infine uno simbolista. All'arrivo dell'espressionismo abbandonò la pittura per dedicarsi allo studio dei Maestri antichi e alla critica d'arte.

## Il ramo di Cesare Viazzi
Il pittore Cesare Viazzi, di severi principi mazziniani, fu particolarmente attento alla educazione dei figli e la sua famiglia fu un nucleo significativamente espressivo della borghesia intellettuale: 
- Tito (1894-1956) fu anch'egli pittore particolarmente di nature morte magicamente immerse nell'incantato silenzio che avvolgeva lui stesso a motivo della sordità contratta al primo mese di vita;
- Giorgio (1900-1980), odontoiatra, appassionato e competente collezionista d'arte;
- Bianca Maria (1904-1992), autrice di novelle di stile gozzaniano pubblicate sulla terza pagina dei quotidiani dell'epoca e raccolte postume;

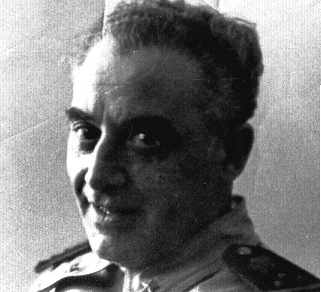
Carlo Alberto Viazzi

- Carlo Alberto, avvocato, maggiore dei Bersaglieri coinvolto come ufficiale di complemento in tutte le vicende militari del travagliato periodo 1915-1945, pluridecorato al Valore Militare e al Merito civile, svolse, per il Governo coloniale in AOI (Africa Orientale Italiana), un delicato servizio di mediazione tra gli usi locali e il diritto italiano e fu protagonista di uno scontro che fece epoca con la CITAO (Compagnia Italiana Trasporti Africa Orientale) in difesa degli interessi della Amministrazione militare[5].

Al nucleo familiare dei Viazzi appartiene anche il giornalista e scrittore Cesare Viazzi.